# Бродбенк, Сиприан
Сиприан Бродбенк (англ. Cyprian Broodbank, род. 26.12.1964, Лондон) — британский археолог и историк, специалист по Средиземноморью и прилегающим регионам. PhD, профессор Кембриджа (с 2014 года), член Британской академии (2015).
Родился и вырос в Лондоне.
Учился истории в Оксфорде (бакалавр искусств, 1986). Степень магистра искусств получил в Бристольском университете в 1987 году. Степень доктора философии (PhD) получил на факультете классики Кембриджа в 1996 году, диссертация «This small world the great: an island archaeology of the early Cyclades».
Начал свою карьеру с должности младшего научного сотрудника в Университетском колледже Оксфорда в 1991—1993 гг. С 1993 по 2014 год — в Институте археологии Университетского колледжа Лондона, где с октября 2010 года — профессор.
С октября 2014 года профессор имени Диснея по археологии и директор Института археологических исследований Макдональда в Кембриджском университете.
Первую книгу, «An Island Archaeology of the Early Cyclades», выпустил в 2000 году. Его последняя книга «The Making of the Middle Sea» (2013), целостно освещающая историю Средиземноморья от его возникновения до античности, стала бестселлером.
Член Лондонского общества антикваров (11.10.2007).
Лауреат премии Археологического института Америки в 2003 году и других наград.
Женат, двое детей.
Монографии
- An Island Archaeology of the Early Cyclades (Cambridge University Press, 2000 ISBN 0-521-78272-4, Cambridge University Press, Cambridge/New York, 2001, 2002).
- The Making of the Middle Sea: A History of the Mediterranean from the Beginning to the Emergence of the Classical World (Thames and Hudson. 2013)